# Mechanizm różnicowy Krasikowa
Mechanizm różnicowy Krasikowa – samoblokujący mechanizm różnicowy skonstruowany przez Walerija Nikołajewicza Krasikowa. W 2002 roku został opatentowany i wdrożony do produkcji.

## Działanie
Koła satelitarne zostały zastąpione w nim stalowymi kulkami, poruszającymi się w odpowiednio ukształtowanymi kanałami. Koła odbiorcze półosi zostały zastąpione dwiema cylindrycznymi ślimacznicami o przeciwbieżnym kierunku linii śrubowej. W trakcie jazdy na wprost kulki pozostają w kanałach nieruchome. Przy skręcie (kiedy występuje różnica dróg pokonywanych przez koła) kulki przetaczają się w kanałach w lewo lub prawo, zależnie od kierunku skrętu. W przypadku zmniejszenia przyczepności jednego z kół kulki pozostają nieruchome, a prędkości obrotowe kół są takie same – dzięki temu pojazd ma zapewnioną trakcję nawet wtedy, gdy jedno koło traci kontakt z podłożem.

## Zastosowanie
DAK jest montowany głównie w samochodach terenowych (UAZ, Łada Niva).

## Mechanizmy pokrewne
- Torsen
- Quaife